# Quararibea duckei
Quararibea duckei är en malvaväxtart som beskrevs av Huber. Quararibea duckei ingår i släktet Quararibea och familjen malvaväxter. Inga underarter finns listade i Catalogue of Life.